# أرض عرفية
الأراضي العرفية (بالإنجليزية: Customary land)‏، هي أراضٍ مملوكة لمجتمعات السكان الأصليين وتدار وفقا لعاداتها وأعرافها، بدلاً من الحيازة القانونية التي تدخل عادة خلال الفترات الاستعمارية. والملكية المشتركة هي شكل من أشكال ملكية الأراضي العرفية.
ولا يزال الاعتراف القانوني بحقوق ملكية السكان الأصليين والمجتمعات المحلية وحمايتها يشكلان تحدياً كبيراً. والفجوة بين الأراضي المعترف بها رسميا والمعتادة والمدارة عادة هي مصدر هام للاختلاف والنزاع والتدهور البيئي.
في قانون الأراضي في ملاوي لعام 1965، تعرف «الأراضي العرفية» بأنها «جميع الأراضي التي يحتفظ بها أو تشغلها أو تستخدم بموجب القانون العرفي، ولكنها لا تشمل أي أرض عامة».
وفي معظم بلدان جزر المحيط الهادئ، تظل الأراضي العرفية هي الشكل المهيمن لحيازة الأراضي. وقد نشأت نُظم عرفية متميزة في مختلف الجزر والمناطق في منطقة المحيط الهادئ. وفي أي بلد قد يكون هناك العديد من أنواع مختلفة من الحيازة العرفية.
وتبلغ نسبة ملكية الأراضي العرفية من مجموع مساحة أراضي البلد 97 في المائة في بابوا غينيا الجديدة و 90 في المائة في فانواتو و 88 في المائة في فيجي و 87 في المائة في جزر سليمان و 81 في المائة في ساموا.